# Vorbuse
Vorbuse är en ort i Estland. Den ligger i Tähtvere kommun och landskapet Tartumaa, i den sydöstra delen av landet, 160 km sydost om huvudstaden Tallinn. Vorbuse ligger 51 meter över havet och antalet invånare är 221.
Terrängen runt Vorbuse är platt. Runt Vorbuse är det mycket tätbefolkat, med 1 819 invånare per kvadratkilometer. Närmaste större samhälle är Dorpat, 5,6 km sydost om Vorbuse. Runt Vorbuse är det i huvudsak tätbebyggt.